# Симон, Еуде
Еу́де Симон Муна́ро (исп. Yehude Simon Munaro, род. 18 июля 1947) — перуанский политик, премьер-министр Перу с 14 октября 2008 по 12 июля 2009 года.
Родом из семьи еврейско-итальянского происхождения. Политическую деятельность начал в 1983 году, когда был выдвинут в мэры Чиклайо Объединёнными левыми — коалицией Народно-демократического единства, Революционного левого союза, Перуанской коммунистической партии, Революционной коммунистической партии и Революционной социалистической партии. В 1985—1990 годах был депутатом Конгресса от Объединённых левых.
В 1991 году основал Свободное патриотическое движение, впоследствии обвинённое в том, что оно являлось политическим крылом леворадикального Революционного движения имени Тупака Амару, получившего известность после захвата японского посольства в Лиме в 1996 году.
Узнав о разгоне президентом Альберто Фухимори парламента 5 апреля 1992 года, Симон, находившийся в Европе на конференции, вернулся в Перу, чтобы противодействовать перевороту. Симона, протестовавшего против авторитарной политики Фухимори, приговорили к 20 годам тюремного заключения за «оправдание терроризма». Выйдя на свободу по амнистии после импичмента Фухимори, Симон через некоторое время стал губернатором процветающего региона Ламбайеке.
С 2008 года возглавляет Перуанскую гуманистическую партию (левоцентристского толка). 14 октября 2008 года Симон стал премьер-министром Перу.
На парламентских выборах в апреле 2011 года избран в Конгресс.